# Juramento (Minas Gerais)
Juramento é um município brasileiro do estado de Minas Gerais.

## História
Diz a tradição que o nome do município teve origem no "juramento de fidelidade" feito pelos integrantes da bandeira de Fernão Dias Paes Leme  às margens de um riacho que banha a cidade. O juramento aconteceu apos a insurreição de José Dias, filho de Fernão Dias. O insurreto foi julgado e condenado à forca pelo próprio pai. Após a retirada da bandeira, a região caiu no esquecimento e só voltou a ser habitada por sertanistas baianos, que fundaram o arraial às margens do mesmo curso d'água descoberto pelo bandeirante.
Juramento torna-se distrito em 1911 e em 12 de dezembro de 1953 passa à categoria de município, sendo emancipado e desmembrado do município de Montes Claros pela Lei 1039.
A área de Juramento é de 432,52 km² e fica a 36 km de Montes Claros.
A cidade de Juramento localiza-se na Região VI - Noroeste, sua altitude máxima é de 1256 m na Serra do Caturi e a mínima de 642 m no Rio da Prata . Seus principais rios são os rios Verde Grande, Juramento e Saracura e pertencem geograficamente à Bacia do rio São Francisco.(Fonte Secretaria de Cultura em 10/99 e CETEC).

## Geografia
Sua população recenseada em 2022 era de 3 768 habitantes.
A área de Juramento é de 432,52 km² e fica a 36 km de Montes Claros. A cidade de Juramento localiza-se na Região VI - Noroeste, sua altitude máxima é de 1256 m na Serra do Caturi e a mínima de 642 m no Rio da Prata . Seus principais rios são os rios Verde Grande, Juramento e Saracura e pertencem geograficamente à Bacia do rio São Francisco.
Segundo dados do Instituto Nacional de Meteorologia (INMET), referentes ao período de 1987 a 1988 e a partir de 1991, a menor temperatura registrada em Juramento foi de 4,2 °C em 18 de julho de 2000, e a maior atingiu 40 °C em 6 de novembro de 2015. O maior acumulado de precipitação em 24 horas foi de 127 milímetros (mm) em 9 de fevereiro de 2004. Outros grandes acumulados iguais ou superiores a 100 mm foram 108,9 mm em 29 de março de 2017; 105 mm nos dias 9 de fevereiro de 1995, 2 de janeiro de 1997 e em 2 de dezembro de 1998; 103 mm em 27 de novembro de 2005 e 101 mm em 21 de janeiro de 2016. Janeiro de 2016, com 614,5 mm, foi o mês de maior precipitação, superando o recorde anterior de 614,1 mm em dezembro de 2013.
| Dados climatológicos para Juramento | Dados climatológicos para Juramento | Dados climatológicos para Juramento | Dados climatológicos para Juramento | Dados climatológicos para Juramento | Dados climatológicos para Juramento | Dados climatológicos para Juramento | Dados climatológicos para Juramento | Dados climatológicos para Juramento | Dados climatológicos para Juramento | Dados climatológicos para Juramento | Dados climatológicos para Juramento | Dados climatológicos para Juramento | Dados climatológicos para Juramento |
| Mês | Jan                                 | Fev                                 | Mar                                 | Abr                                 | Mai                                 | Jun                                 | Jul                                 | Ago                                 | Set                                 | Out                                 | Nov                                 | Dez                                 | Ano                                 |
| --- | ----------------------------------- | ----------------------------------- | ----------------------------------- | ----------------------------------- | ----------------------------------- | ----------------------------------- | ----------------------------------- | ----------------------------------- | ----------------------------------- | ----------------------------------- | ----------------------------------- | ----------------------------------- | ----------------------------------- |
| Temperatura máxima recorde (°C) | 37,6                                | 36                                  | 35,8                                | 36                                  | 34,6                                | 35                                  | 34                                  | 35,8                                | 38,8                                | 39,4                                | 40                                  | 36,6                                | 40                                  |
| Temperatura máxima média (°C) | 30,1                                | 30,5                                | 30,1                                | 29,7                                | 28,9                                | 27,6                                | 27,6                                | 29                                  | 30,8                                | 31,8                                | 29,7                                | 29,1                                | 29,6                                |
| Temperatura média compensada (°C) | 24                                  | 24,2                                | 23,8                                | 23                                  | 21,3                                | 19,8                                | 19,5                                | 21                                  | 23,5                                | 24,8                                | 24                                  | 23,6                                | 22,7                                |
| Temperatura mínima média (°C) | 18,7                                | 18,7                                | 18,6                                | 17,3                                | 14,9                                | 13                                  | 12                                  | 13,2                                | 15,9                                | 18,1                                | 19                                  | 19                                  | 16,5                                |
| Temperatura mínima recorde (°C) | 10,9                                | 12,2                                | 11                                  | 11                                  | 8,8                                 | 5,2                                 | 4,2                                 | 6,3                                 | 9                                   | 9,8                                 | 11,5                                | 11,4                                | 4,2                                 |
| Precipitação (mm) | 156                                 | 105,1                               | 122,1                               | 44,5                                | 10,1                                | 5,2                                 | 0,7                                 | 1,6                                 | 15,9                                | 73,5                                | 195,8                               | 213,1                               | 943,6                               |
| Dias com precipitação (≥ 1 mm) | 10                                  | 7                                   | 8                                   | 4                                   | 1                                   | 1                                   | 0                                   | 0                                   | 2                                   | 5                                   | 13                                  | 15                                  | 66                                  |
| Umidade relativa compensada (%) | 79,5                                | 77,5                                | 80,7                                | 79,8                                | 76,1                                | 73,9                                | 69,9                                | 64,1                                | 62,1                                | 63,7                                | 75,7                                | 80,6                                | 73,6                                |
| Insolação (h) | 216                                 | 211,6                               | 214,7                               | 227                                 | 250,7                               | 248,4                               | 258,6                               | 278,5                               | 246                                 | 229,6                               | 168,4                               | 163                                 | 2 712,5                             |
| Fonte: Instituto Nacional de Meteorologia (INMET) (normal climatológica de 1981-2010; recordes de temperatura: 01/01/1987 a 31/12/1988 e 01/01/1991 a 31/03/2002 e 01/01/2003-presente) |                                     |                                     |                                     |                                     |                                     |                                     |                                     |                                     |                                     |                                     |                                     |                                     |                                     |